# Opius osoguineus
Opius osoguineus är en stekelart som beskrevs av Fischer 2004. Opius osoguineus ingår i släktet Opius och familjen bracksteklar. Inga underarter finns listade i Catalogue of Life.